# Pedro Mendes (ur. 1979)
Pedro Mendes , właśc. Pedro Miguel da Silva Mendes (ur. 26 lutego 1979 w Guimarães) – portugalski piłkarz grający na pozycji defensywnego pomocnika.

## Kariera klubowa
Piłkarską karierę Pedro Mendes rozpoczął w rodzinnym mieście Guimarães, w tamtejszym klubie Vitória SC. Początkowo występował w drużynie młodzieżowej, a w 1998 roku został wypożyczony do drugoligowego FC Felgueiras w celu ogrania się z dorosłą piłką. Po sezonie powrócił do Vitórii i zadebiutował w jej barwach w pierwszej lidze. Miejsce w wyjściowej jedenastce klubu wywalczył w sezonie 2001/2002, a w sezonie 2002/2003 doprowadził go do wysokiego 4. miejsca w lidze, gwarantującego start Vitórii w Pucharze UEFA. Latem 2003 roku Pedro został zawodnikiem jednego z czołowych klubów w kraju, FC Porto. W Porto również grał w pierwszym składzie i wywalczył nie tylko mistrzostwo Portugalii, ale także Puchar Mistrzów (wystąpił w wygranym 3:0 finale z AS Monaco).
W lipcu 2004 roku Mendes podpisał kontrakt z angielskim Tottenhamem Hotspur. Kosztował około 4,5 miliona euro. W Premiership zadebiutował 14 sierpnia w zremisowanym 1:1 spotkaniu z Liverpoolem. W barwach „Spurs” wystąpił łącznie w 24 spotkaniach i zdobył jedną bramkę (w wygranym 3:1 meczu z Evertonem).
Sezon 2005/2006 Pedro także rozpoczął w barwach londyńskiego zespołu, ale już w styczniu 2006 po rozegraniu 6 meczów przeszedł do Portsmouth. Tam po debiucie z Evertonem (0:1) wywalczył miejsce w podstawowym składzie i swoimi trzema zdobytymi golami przyczynił się do uniknięcia przez „Pompeys” degradacji do Football League Championship. W sezonie 2006/2007 zajął z Portsmouth 9. pozycję w lidze. W sezonie 2007/2008 stracił miejsce w składzie i był rezerwowym dla takich zawodników jak Lassana Diarra, Papa Bouba Diop Sulley Muntari.
15 sierpnia 2008 Mendes podpisał trzyletni kontrakt ze szkockim Rangers. Kosztował 3 miliony funtów, a debiut zaliczył dzień później w wygranym 2:0 meczu z Heart of Midlothian. 30 stycznia 2010 Mendes odszedł do Sportingu CP.
W 2011 roku Mendes wrócił do Vitórii Guimarães.
| Sezon   | Klub              | Kraj       | Rozgrywki      | Mecze | Bramki |
| ------- | ----------------- | ---------- | -------------- | ----- | ------ |
| 1998/99 | FC Felgueiras     | Portugalia | Liga de Honra  | 31    | 2      |
| 1999/00 | Vitória SC        | Portugalia | Superliga      | 12    | 1      |
| 2000/01 | Vitória SC        | Portugalia | Superliga      | 12    | 0      |
| 2001/02 | Vitória SC        | Portugalia | Superliga      | 26    | 0      |
| 2002/03 | Vitória SC        | Portugalia | Superliga      | 32    | 6      |
| 2003/04 | FC Porto          | Portugalia | Superliga      | 26    | 0      |
| 2004/05 | Tottenham Hotspur | Anglia     | Premiership    | 24    | 1      |
| 2005/06 | Tottenham Hotspur | Anglia     | Premiership    | 6     | 0      |
| 2005/06 | Portsmouth FC     | Anglia     | Premiership    | 14    | 3      |
| 2006/07 | Portsmouth FC     | Anglia     | Premiership    | 26    | 2      |
| 2007/08 | Portsmouth FC     | Anglia     | Premiership    | 18    | 0      |
| 2008/09 | Rangers FC        | Szkocja    | Premier League | 35    | 3      |
| 2009/10 | Rangers FC        | Szkocja    | Premier League | 4     | 0      |
| 2009/10 | Sporting CP       | Portugalia | Primeira Liga  | 11    | 0      |
| 2010/11 | Sporting CP       | Portugalia | Primeira Liga  | 7     | 0      |
| 2011/12 | Vitória SC        | Portugalia | Primeira Liga  |       |        |

## Kariera reprezentacyjna
W reprezentacji Portugalii Pedro Mendes zadebiutował 20 listopada 2002 w wygranym 2:0 towarzyskim spotkaniu ze Szkocją. Od 2002 do 2010 roku rozegrał w kadrze narodowej 10 meczów.